# Dumbría
Dumbría es un municipio español de la provincia de La Coruña, perteneciente a la comarca de Finisterre, comunidad autónoma de Galicia. 
Las principales poblaciones de Dumbría se distribuyen en siete parroquias: Berdeogas, Bujantes, Dumbría, Ézaro, Olveira, Olveiroa y Salgueiros.

## Clima
Su clima es oceánico. Con temperaturas suaves reguladas por la proximidad del mar.
La temperatura media es de entre 13º y 14º, y aunque las variaciones climáticas son escasas, tan sólo se da alguna diferencia térmica entre las zonas de costa y las de interior.

## Flora
La vegetación de Dumbría pertenece al clima atlántico. La especie vegetal predominante es el pino, pero también pueden verse carballos, laureles y acebos. En las proximidades a la costa las masas arbóreas dejan paso a los matorrales de tojo y ericáceas.
Una singularidad botánica es el “Carballo o Roble Enano”, inexistente en el resto de Galicia, o una hierba hidrófila llamada Isoetes longissimum, que ocupa los ríos con aguas bien oxigenadas, o la escasa Drosera anglica.

## Fauna
Respecto a la fauna encontramos una pequeña variedad de mamíferos como liebres, conejos, jabalíes… pero hay que destacar la presencia de la nutria y el lobo, de interés no sólo natural, sino también cultural. En el embalse de Fervenza hay poblaciones de aves de zonas húmedas como aves rapaces, patos y garzas. De los anfibios abundan una gran variedad de ranas asentadas en el embalse de Ponte Olveira. Son también frecuentes aves como los búhos y las lechuzas. En los ríos encontramos sobre todo truchas y escalos.
Toda esta amplia variedad de hábitats y de especies animales y vegetales provocan que esta parte del paisaje de Dumbría se incluya como Lugar de Importancia Comunitaria (LIC) Carnota-Monte Pindo, integrada en la Red Natura 2000, y declarada en el 2004 Zona de Especial Protección de los Valores Naturales.

## Paisaje
El paisaje de Dumbría ofrece, gracias a su clima y a su orografía, una gran riqueza y diversidad paisajística. 
Es destacable la presencia de la cascada del Ézaro, la única desembocadura fluvial de Europa que cae directamente sobre el mar.

## Geografía humana

### Demografía
Cuenta con una población de 2776 habitantes (INE 2024).
| Gráfica de evolución demográfica de Dumbría entre 1842 y 2021                                                         |
| |
| Población de derecho según los censos de población del INE. Población de hecho según los censos de población del INE. |

## Parroquias
Parroquias que forman parte del municipio:
- Berdeogas (Santiago)
- Bujantes[4]
- Dumbría (Santa Eulalia)[5]
- Ézaro[4]
- Olveira (San Martiño)
- Olveiroa (Santiago)
- Salgueiros (San Mamede)

## Galería de imágenes

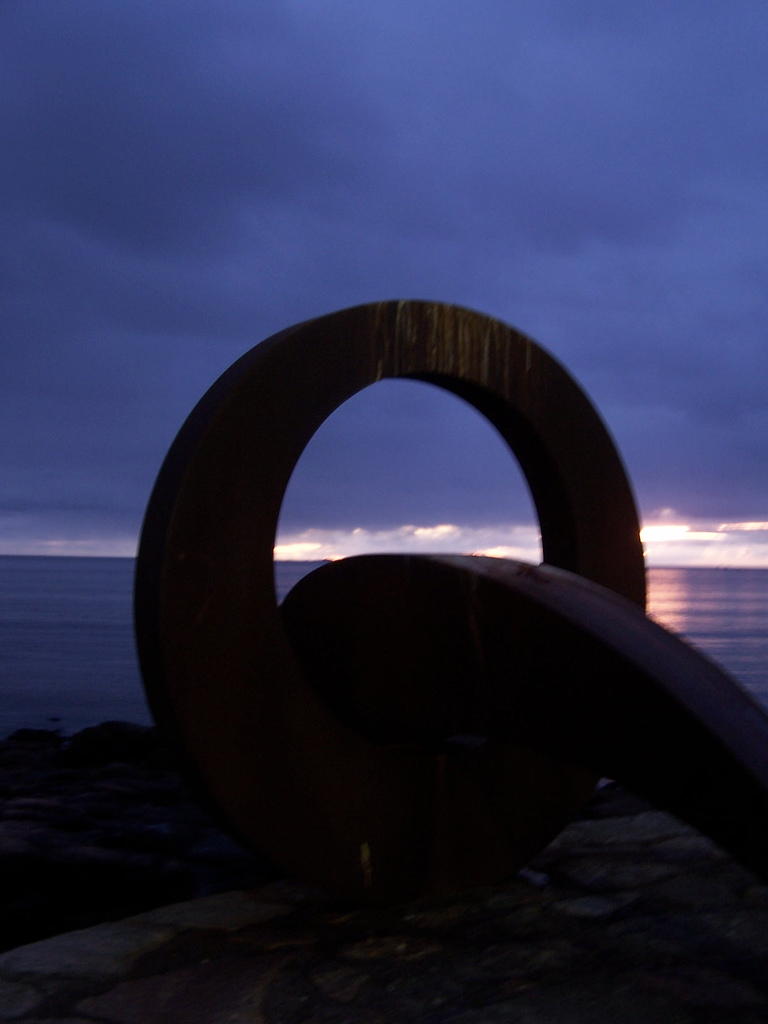
Atardecer en Ézaro.
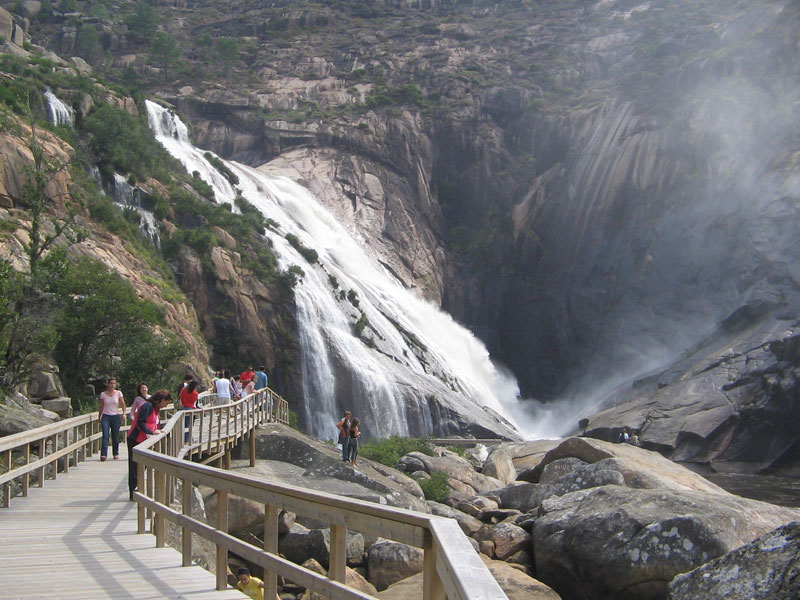
Cascada del Ézaro.
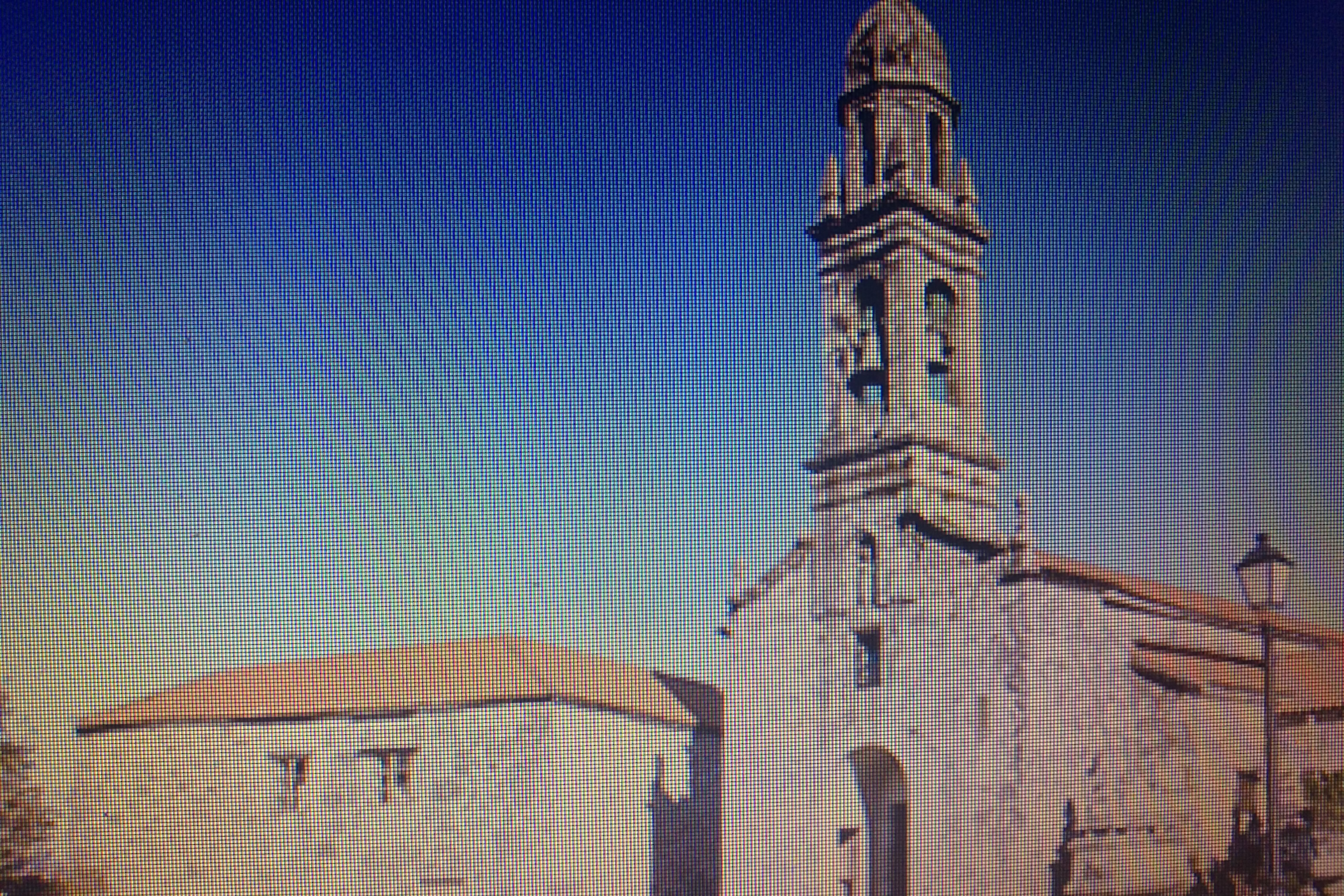
Iglesia de Santiago de Berdeogas. Dumbría.